# Dysaphis pseudomolli
Dysaphis pseudomolli är en insektsart. Dysaphis pseudomolli ingår i släktet Dysaphis och familjen långrörsbladlöss. Inga underarter finns listade i Catalogue of Life.